# Wintersbach (Wüstung)
Wintersbach ist eine Wüstung im Bereich der heutigen Gemeinde Sinntal im Main-Kinzig-Kreis in Hessen.
Die Lage des ehemaligen Dorfes wird in der Gemarkung des Ortsteils Schwarzenfels vermutet. Überliefert sind die Namensformen Wimersbach (1366) und Winterspach. Der Ort gehörte zum Gericht Altengronau, das 1333 als Reichslehen aus einer Erbschaft vom Haus Rieneck an die Herrschaft Hanau kam. Aus dem Gericht entstand im 15. Jahrhundert das Amt Schwarzenfels der Grafschaft Hanau, ab 1459: Grafschaft Hanau-Münzenberg. Mitte des 15. Jahrhunderts existierte die Siedlung noch.

## Weblink
- Wintersbach (Wüstung), Main-Kinzig-Kreis. Historisches Ortslexikon für Hessen.  In: Landesgeschichtliches Informationssystem Hessen (LAGIS).